# 阿末沙基
敦阿末沙基（1938年9月16日—2021年8月28日）是马来西亚公务员。曾在马哈迪·莫哈末执政期间于1990年至1996年担任联邦政府首席秘书。此外，他还是马来西亚伊斯兰理解研究所主席、马哈迪科学奖基金会主席。
2021年8月5日，阿末沙基因确诊冠病被送入蕉赖国大医疗中心（HUKM）治疗。8月28日，阿末沙基在国立大学医院加护病房逝世，享年82岁。

## 荣誉和奖项
2016年8月，阿末沙基在2016年英迪国际大学毕业典礼上获颁授管理学荣誉博士学位，以表彰他对国家的贡献。

## 著作
- 《我对敦阿都拉萨的回忆》（My Recollections of Tun Abdul Razak）（2016年）